# О’Доннелл, Фил
Фи́липп (Фил) О’До́ннелл (англ. Phillip «Phil» O’Donnell; 25 марта 1972, Белсхилл, Ланаркшир — 29 декабря 2007, Уишо, Норт-Ланаркшир) — шотландский футболист, полузащитник.

## Биография

### Игровая практика
Выступал за клубы «Мотеруэлл» (1990—1994, 2004—2007), «Селтик» (1994—1999), «Шеффилд Уэнсдей» (1999—2003). За сборную Шотландии провёл 1 матч в 1994.

### Скоропостижная кончина
Как сообщила пресса, капитан футбольного клуба «Мотеруэлл» Фил О’Доннелл скончался в больнице после субботнего матча чемпионата Шотландии.
В ходе последних минут встречи с командой «Данди Юнайтед», завершившейся победой «Мотеруэлла» со счетом 5:3, 35-летний О’Доннелл планировал уйти на замену, когда футболист, забив гол, побежал разделить это событие с болельщиками клуба на трибунах и упал на газон стадиона. Его пытались привести в чувство в течение пяти минут, после чего отвезли на скорой в больницу. Позже смерть полузащитника подтвердил владелец клуба Билл Дики.
«С ним произошла разновидность коллапса», — сообщил наставник «Мотеруэлла» Марк Макги, добавив, что не догадывался о состоянии футболиста и хотел заменить его, чтобы «поберечь до среды», когда у команды намечен следующий матч.
Племянник О’Доннелла Дэвид Кларксон, также игрок «Мотеруэлла», забил в этой встрече два мяча и был заменен двумя минутами после того, как с его дядей произошло несчастье. «Дэвида сильно напугала природа коллапса, и мы решили его заменить», — отметил Макги.
Похоронен в Гамильтоне.